# ایوانیلدو فرناندس
ایوانیلدو فرناندس (انگلیسی: Ivanildo Fernandes؛ زادهٔ ۲۶ مارس ۱۹۹۶) بازیکن فوتبال اهل پرتغال است.
از باشگاه‌هایی که در آن بازی کرده‌است می‌توان به اشاره کرد.
وی همچنین در تیم‌های ملی فوتبال زیر ۱۹ سال، زیر ۲۰ سال و زیر ۲۱ سال پرتغال و  همچنین بزرگسالان کیپ ورد بازی کرده‌است.